# Chiesa di Santa Pelagia (Torino)
La Chiesa di Santa Pelagia è un edificio di culto cattolico della città di Torino.
Si trova nel sotto-quartiere Borgo Nuovo (Centro storico), nei pressi di luoghi come Piazza Carlo Emanuele II, lo storico Museo di Antropologia ed Etnografia dell'Università, il Museo Regionale di Scienze Naturali, il CAMERA - Centro Italiano per la Fotografia, la Chiesa di San Michele Arcangelo e Piazza Cavour.

## Storia
Eretta sulle rovine di una chiesa preesistente, venne consacrata il 21 settembre 1772 da Francesco Luserna Rorengo di Rorà.
Nel 1803, in Periodo Francese, chiesa e adiacente convento monasteriale passarono dal soppresso ordine locale delle monache agostiniane all'Opera della Mendicità Istruita (futura Opera Munifica Istruzione, istituto pubblico di assistenza e beneficenza), che ne fece "scuola di carità" per i poveri.
Nel 1931 fu eseguito un primo restauro.
Nell'estate del 1943, mentre era in atto un'incursione aerea da parte degli inglesi, una bomba cadde nella chiesa, sfondando il tetto e la volta dell'abside, demolendo una parte di pavimento e danneggiando le tele dell'altare maggiore e della cappella laterale sinistra.
Dal 1998 al 2008 venne operato un secondo restauro complessivo.

## Architettura e arte
La facciata presenta un pronao con timpano su quattro colonne dal capitello ionico. La decorazione parietale esibisce stilemi barocchi; dalla seconda metà del XIX secolo fino agli anni '20 fu oggetto di interventi pittorici.
La pianta, a cellula centrale, è circolare. Ad essa si collegano quattro vani ellittici (uno dei quali, più accentuato, accoglie il presbiterio), due cappelle laterali e uno sfondo per l’ingresso. Il coro è collocato attiguamente alla sinistra del presbiterio, ortogonale all'asse di esso e dell'aula, in un’ampia sala semiovale oggi auditorium e teatro (stalli in noce, a doppio ordine di sedili, si mostrano sormontati da una balconata lignea riccamente decorata).
Gli altari espongono dipinti di Antonio Blanchery (1735 - 1775), mentre il coro ne ospita uno - donato nel 1780 da Vittorio Amedeo III - di Vittorio Amedeo Rapous: Il Beato Amedeo di Savoia tra i mendicanti che intercede presso la Vergine con S. Filippo Neri e S. Vincenzo de' Paoli.